# جيران سفلي
جيران سفلي هي قرية في مقاطعة أرومية، إيران. عدد سكان هذه القرية هو 58 في سنة 2006.